# Chiesa di Santa Maria della Purità (Roma)

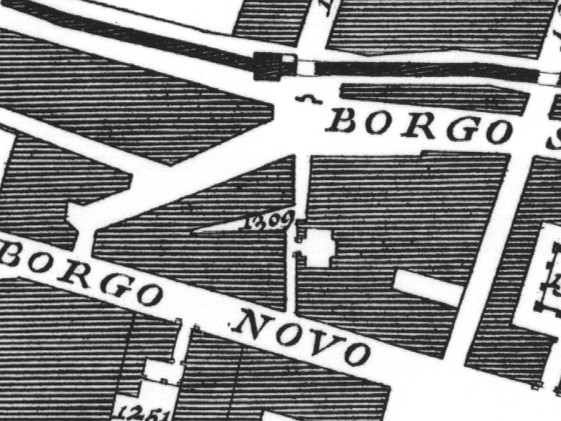
La chiesa nella pianta di Roma di Giambattista Nolli

Santa Maria della Purità era una chiesa di Roma, importante per ragioni storiche e artistiche. Consacrato fra il 1530 e il 1538, l'edificio venne demolito insieme al quartiere circostante nel 1937-40 nel corso dei lavori per l'apertura di via della Conciliazione.

## Ubicazione
La chiesa si trovava a Roma, nel rione Borgo, nel vicolo omonimo ("vicolo della purità") che univa Borgo Nuovo a Borgo Sant'Angelo. Il vicolo era separato da Borgo Nuovo da un arco, posto quasi di fronte al balcone del palazzo dei Convertendi, detto dalla chiesa Arco della Purità.
Sulla sommità dell'arco ardeva una lampada perpetua di fattura artistica.
La chiesa non deve essere confusa con San Sebastiano in via Pontificum, che si trovava poco vicino ma che all'epoca della consacrazione di Santa Maria della Purità era probabilmente già sconsacrata e abbandonata.

## Storia
Dopo l'inondazione del Tevere del 1530, una popolana del rione Borgo di nome Brianda, inferma da lungo tempo a una mano, si trovò a pregare per la propria guarigione una antica immagine di Maria Vergine tornata alla luce durante l'inondazione. Questa era posta su un muro superstite di una casa diroccata, appartenuta alla nobildonna Lucrezia Salviati. Essa era stata distrutta durante il sacco di Roma del 1527 e col tempo era diventata un deposito di immondizie. Alla notizia dell'avvenuta guarigione, la fama delle virtù taumaturgiche del dipinto si sparsero per il rione, e la casa in rovina divenne meta di una processione di infermi e bisognosi i quali chiedevano una grazia alla Vergine.
L'edificio venne restaurato e trasformato in una piccola chiesa, intitolata in contrasto con la sporcizia del luogo alla Vergine della Purità; dapprima affidata a un sacerdote, nel 1538 essa venne data in custodia da papa Paolo III (r. 1534-49) al sodalizio dei caudatari di San Pietro, che erano i sacerdoti i quali erano incaricati di sorreggere la coda (o strascico in romanesco) dell'abito talare al papa e ai Cardinali durante le grandi cerimonie, ricordandogli inoltre cosa dovevano fare. Nel 1546 Paolo III trasformò il sodalizio in collegio; i caudatari aggiunsero all'edificio una stanza per alloggiare il cappellano. L'edificio rimase sempre in possesso del collegio dei caudatari, che lo restaurarono durante il pontificato di Leone XII (r. 1823-29), ma nel 1897 esso fu abbandonato. La chiesa venne demolita fra il 1937 e il 1940 insieme alla spina di Borgo per la costruzione di via della Conciliazione. L'area sulla quale insisteva adesso è parte del ricostruito palazzo dei Convertendi.

## Architettura e interno
La chiesa aveva una sola navata ed un altare, sopra al quale era posto il dipinto miracoloso della vergine, della fine del XIII - inizio del XIV secolo. Al di sopra di esso, c'era un affresco rappresentante il Padre Eterno e l'Annunciata.